# Kozarica, Mljet
Kozarica je naselje na Hrvaškem, ki upravno spada pod občino Mljet; le-ta pa spada pod Dubrovniško-neretvansko županijo.
Ima pristan v istoimenskem zalivu na otoku Mljetu, Hrvaška.

## Demografija
| Pregled števila prebivalcev po letih | Pregled števila prebivalcev po letih | Pregled števila prebivalcev po letih | Pregled števila prebivalcev po letih | Pregled števila prebivalcev po letih | Pregled števila prebivalcev po letih | Pregled števila prebivalcev po letih | Pregled števila prebivalcev po letih | Pregled števila prebivalcev po letih | Pregled števila prebivalcev po letih | Pregled števila prebivalcev po letih | Pregled števila prebivalcev po letih | Pregled števila prebivalcev po letih | Pregled števila prebivalcev po letih | Pregled števila prebivalcev po letih |
| ------------------------------------ | ------------------------------------ | ------------------------------------ | ------------------------------------ | ------------------------------------ | ------------------------------------ | ------------------------------------ | ------------------------------------ | ------------------------------------ | ------------------------------------ | ------------------------------------ | ------------------------------------ | ------------------------------------ | ------------------------------------ | ------------------------------------ |
| 1857                                 | 1869                                 | 1880                                 | 1890                                 | 1900                                 | 1910                                 | 1921                                 | 1931                                 | 1948                                 | 1953                                 | 1961                                 | 1971                                 | 1981                                 | 1991                                 | 2001                                 |
| 0                                    | 0                                    | 0                                    | 0                                    | 0                                    | 0                                    | 0                                    | 0                                    | 14                                   | 29                                   | 30                                   | 27                                   | 34                                   | 32                                   | 28                                   |

## Geografija
Kozarica leži na severozahodni obali in šteje okoli 32 (popis 1991) stalnih prebivalcev. Pristan pripada naselju Blato, ki leži v notranjosti otoka in je od Kozarice oddaljen okoli 4 km.
Pristan je pred udarci burje zavarovan z okoli 40 metrov dolgim kolenastim valobranom. Privez plovil je mogoč znotraj zaliva za valobranom. Globina morja pri valobranu je 3 do 4 metre.
V bližini zaselka, ki ima urejene vrtove in sadovnjake, je izvir slatinske vode.